# Groupe pharmaceutique Barakat
 (juillet 2025).
Le contenu est difficilement compréhensible vu les erreurs de traduction, qui sont peut-être dues à l'utilisation d'un logiciel de traduction automatique.
Le Groupe pharmaceutique Barkat (persan : گروه دارویی برکت) est une société publique pharmaceutique iranienne, fondée en 2010, nommée société des nouvelles technologies pharmaceutiques de Tadbir. 

## Présentation
La société fournit des services par le biais d'une coopération entre des institutions scientifiques et des scientifiques spécialisés dans la médecine du monde entier. Il fournit 14 pour cent de tous les médicaments essentiels du pays via ses 25 filiales,,. L'entreprise fabrique 700 types de produits dans le secteur pharmaceutique et les propose en interne, La contribution au développement de la justice sociale et l’accessibilité accrue des personnes démunies aux produits de santé à jour grâce à la production de médicaments à des prix abordables et à une présence active sur les marchés régionaux et mondiaux, en particulier dans les pays islamiques, font partie des objectifs de l’entreprise. Le groupe pharmaceutique Barkat s'est établi comme le premier centre de recherche spécialisé sur les médicaments et les produits pharmaceutiques en Iran.Il a également été développé en construisant des usines pharmaceutiques avancées, appelées Barkat Pharmaceutical Town,. Le groupe Barkat est conforme à toutes les normes pharmaceutiques courantes telles que la FDA, l' OMS, l' EMEA. « Thérapie cellulaire », production de «médicaments peptidiques», «recherche, développement et transformation de plantes médicinales», la création du «Musée de la médecine irano-islamique» ainsi que des projets «Solides et semi-solides» sont les principales activités du Groupe.
Le 4 décembre 2016, la société a été cotée en tant que 506e société de la Bourse de Téhéran après avoir reçu 340 milliards de rials en financement,,,.

## Investissement
Le 5 février 2017, 340 millions d'actions du groupe pharmaceutique Barkat ont été introduites pour la première fois à la Bourse de Téhéran dans le groupe des matériaux et produits pharmaceutiques. À cette date, 50% des actionnaires de la société étaient des personnes naturelles. Selon Baqerinezhad, adjoint à la recherche et au développement de l'entreprise, 800 milliards de tomans sont définis comme des investissements, pour le deuxième plan de développement quinquennal de l'entreprise. Aussi, afin de réaliser le soutien du secteur privé, un Fonds de Recherche et Développement d'Investissement Audacieux ( VC ) a été lancé. Il est également possible d'investir plus de 5 milliards de dollars, à pleine capacité, dans la ville pharmaceutique de Barkat 
Le 4 mars 2024, le Groupe pharmaceutique Barakat et le groupe pharmaceutique algérien Saidal ont signés un contrat pour la fabrication de kits de dépistage de maladies telles que le cancer et le diabète. L’usine en question sera mis en construction dans l’unité du Groupe Saidal à Oran, et devrait être opérationnelle dans huit mois.

## Activités
L'une des activités du groupe pharmaceutique Barkat est la construction d'une ville pharmaceutique de 200 hectares. En outre, la " thérapie cellulaire " en produisant cinq produits pour le traitement des maladies de la peau et du cœur et l' arthrite du genou, la production de " médicaments peptidiques " utilisés dans le traitement de maladies à forte dose telles que la sclérose en plaques, les maladies du sang et le cancer, " Recherche et développement et transformation des plantes médicinales ", afin d'utiliser les capacités nationales et empêcher la vente de matières premières et l'entrée sur les marchés mondiaux, le" Musée de la médecine irano-islamique "pour montrer le rôle des scientifiques iraniens en médecine, ainsi que le Les projets «Solides et Semi-Solides» pour augmenter la production de divers produits pharmaceutiques, font partie des autres activités du Groupe Pharmaceutique Barkat.

### Thérapie cellulaire

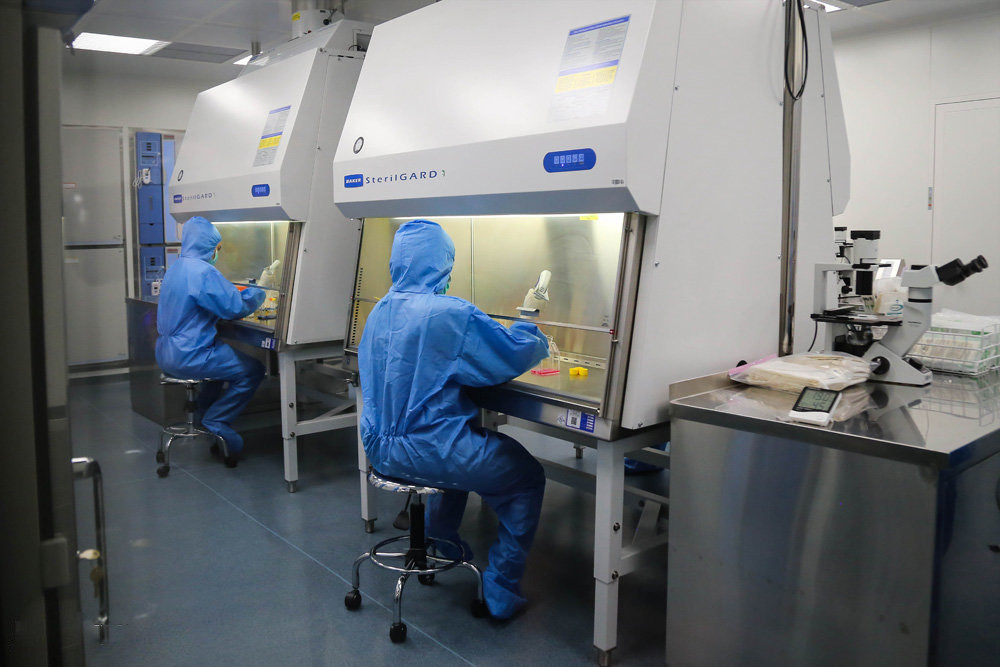
L'environnement et le personnel de la première usine de production de cellules humaines d'Asie occidentale à Cell tech Pharmed Co.

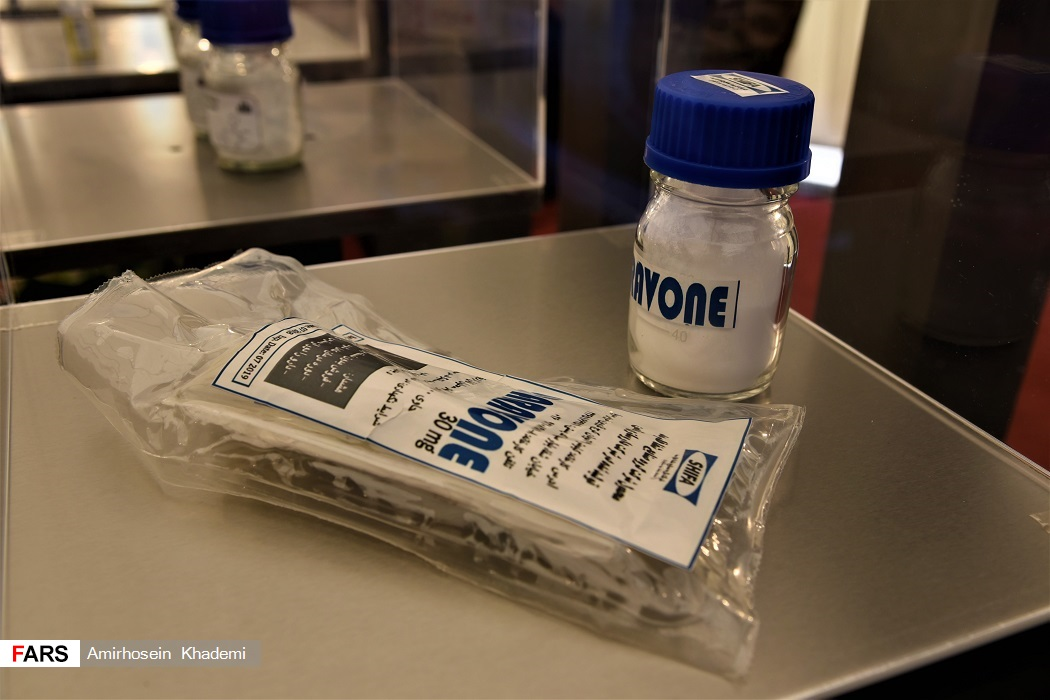
Barakat Industrial Pharmaceutical Town Products 03

Le 15 mai 2018, la première usine de production de cellules souches en Asie occidentale (Cell Tech Pharmed) a été inaugurée en présence du ministre de la Santé et de l'Éducation médicale Hassan Ghazizadeh Hashemi et du premier vice-président iranien Eshaq Jahangiri,, L'usine, mise en place par Barkat Pharmaceutical Company et Royan Institute, est une filiale du Barkat Pharmaceutical Group et est dirigée par Cell Tech Pharmed, une société créée en 2014 pour travailler sur cellules souches, biotechnologie, nanotechnologie et produits pharmaceutiques. Elle fabrique également des produits tels que Monocell, Ricollersal, Rhinooderm cell, etc. qui sont utilisés pour traiter diverses maladies cardiovasculaires, cutanées et squelettiques .

### Médicaments anticancéreux
Afin de fournir des médicaments anticancéreux dans le pays, «Sobhan Chemotherapy products Company» (Sobhan Oncology Co, sous la supervision du Barkat Pharmaceutical Group) été créée en 2002 et lancée en février 2010 avec des normes mondiales,. L'activité principale de la société est la production de médicaments pour le traitement des patients atteints de cancer . C'est le premier fabricant de produits anticancéreux au Moyen-Orient,. Les produits pharmaceutiques de la société sont distribués dans tout le pays et également exportés vers 10 autres pays. Sobhan Oncology Company produit des médicaments anticancéreux sous forme de médicaments oraux et injectables . L'utilisation de la nanotechnologie dans la production d'anticancéreux améliore également l'administration de médicaments et augmente l'efficacité sur les tissus cancéreux et réduit les effets secondaires du traitement,.

## Direction
Le directeur général actuel du groupe pharmaceutique Barkat est Hamid Reza Jamshidi, qui a un doctorat. diplôme en pharmacie de l' Université d'Ispahan et un doctorat. en neurosciences de l' Université de l'Alberta, Canada.

## Ville pharmaceutique de Barkat

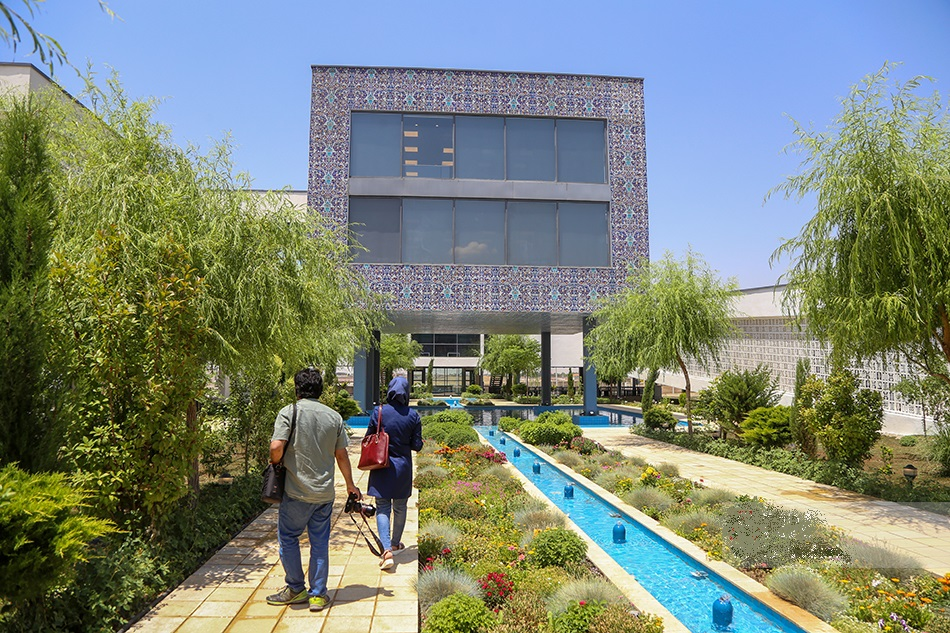
Construction du Musée du Jardin des Herbes Médicinales à Barkat Pharmaceutical Town

La ville pharmaceutique de Barkat est une ville pharmaceutique et de recherche spécialisée qui a été enregistrée comme le premier parc industriel pharmaceutique du pays, et la première zone pharmaceutique économique spéciale du pays. Le site est situé à Savojbolagh avec une superficie de 200 hectares, dans la province d'Alborz, à 60 km de Téhéran et conçu par des consultants internationaux et basé sur les dernières normes des villes pharmaceutiques et industrielles du monde. L'un des principaux objectifs de la création du parc industriel pharmaceutique de Barkat est d'attirer 2 milliards de dollars pour financer un large éventail de besoins médicaux et pharmaceutiques, notamment des médicaments biologiques, du matériel médical, des kits de diagnostic de laboratoire et des emballages pharmaceutiques. Les produits de la société pharmaceutique sont fournis localement et exportés. Être high-tech et pouvoir fournir de nouveaux services et innovations à la communauté sont les principaux indicateurs de l'acceptation des entreprises de la ville pharmaceutique industrielle de Barkat. Selon Najafi, gouverneur d'Alborz, ce site a présenté plus de 7 000 emplois directs.

### Capacités
Dans la zone pharmaceutique économique spéciale de Barkat, l'espace approprié est prévu pour le déploiement d'entreprises de fabrication pharmaceutique dans les domaines de la recherche et développement et des incubateurs, de la connaissance, de la thérapie cellulaire, de la biotechnologie, de la thérapie génique, du raffinage du sang et du plasma, des vaccins, ainsi que des sociétés pharmaceutiques et des entrepôts centraux. La ville pharmaceutique de Barkat comprend également une usine de cellules avec la participation de l' Institut Royan dans le domaine de la thérapie cellulaire et une université internationale de pharmacie en doctorat dans le but de fournir le personnel spécialisé, les chercheurs et les technologues de la santé requis.

### Médicaments à base de plantes

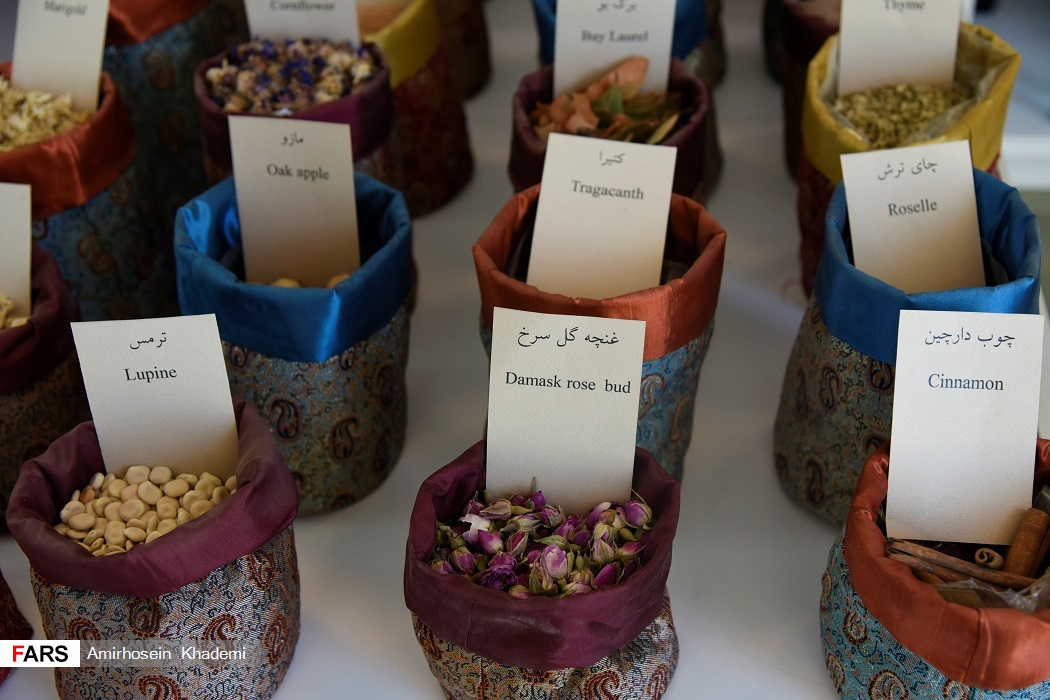
Openning of the Barakat Industrial Pharmaceutical Town 025

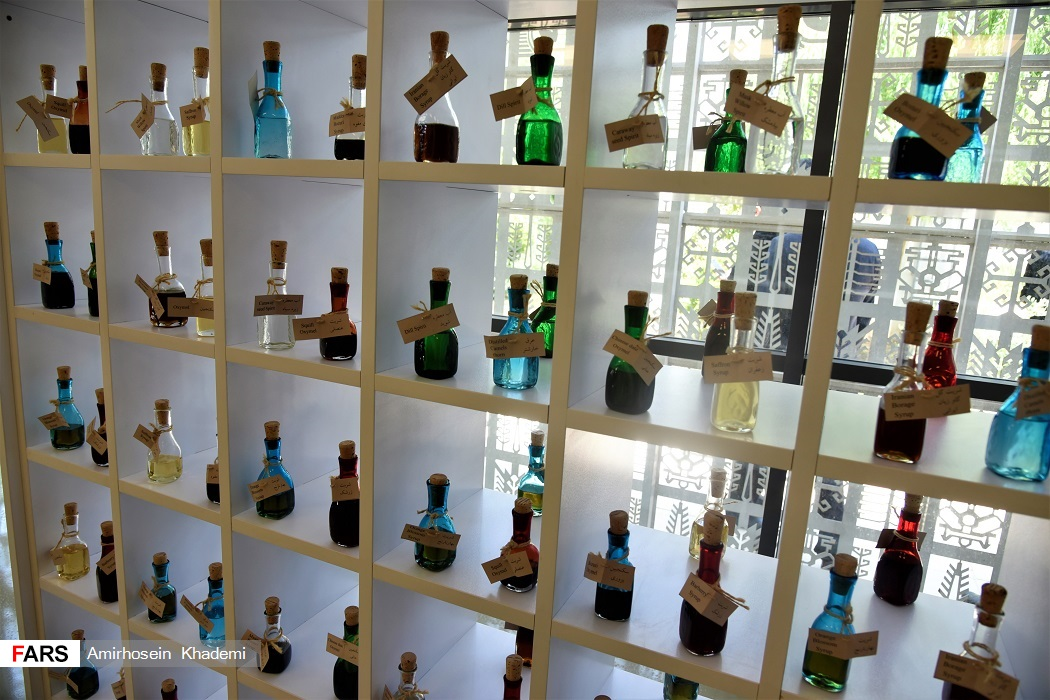
Openning of the Barakat Industrial Pharmaceutical Town 022

Mohammadi, directeur de la société pharmaceutique Alborz, a déclaré un investissement d'environ 2 milliards de dollars dans la production de plantes médicinales par la Fondation Barakat . À cette fin, la zone spécialisée de médecine et technologies de la santé est en construction de la ville pharmaceutique industrielle de Barkat. Il a également identifié la production de produits de santé naturels comme les nouvelles missions de la Fondation Barkat, qui suit la production de plantes médicinales en lançant le Fonds de recherche et de technologie.

### Musée du jardin des herbes médicinales
Le musée du jardin des herbes médicinales, situé dans la ville pharmaceutique de Barkat, est un lieu pour présenter et présenter les réalisations de la médecine et des plantes médicinales en Iran. Le site a été inauguré en 2006 sur une superficie de 10 000 mètres carrés. Le Garden Museum présente la diversité, la pluralité, les bienfaits et les propriétés des plantes médicinales, l'histoire de la recherche sur les plantes médicinales, l'histoire de la médecine, les capacités des plantes médicinales iraniennes et la médecine traditionnelle en Iran pour le mouvement scientifique à venir,,. À cette fin, diverses sections ont été créées pour présenter des questions de science médicale telles que les délais, les médecins, les hôpitaux, les petits instruments, les salles d'exposition, les bibliothèques, les grands instruments, les parfums et les plantes médicinales. en 2016, le projet a remporté le titre du département du groupe de bâtiment public-culturel dans le prix iranien d'architecture d'intérieur.

## Voir également